# Dragoon Mountains
Die Dragoon Mountains bilden eine Gebirgskette im Cochise County im südöstlichen Arizona, USA. Der Bergzug ist rund 69 km lang und verläuft in südsüdöstlicher Richtung. Der Name bedeutet Dragoner, mit dem ein Kavallerist mit einem speziellen Gewehr bezeichnet wurde. In der US-Armee des 19. Jahrhunderts wurden diese Soldaten im Kampf gegen die hier lebenden Apachen eingesetzt.

## Geografie
Die Bergkette im Cochise County beginnt südlich der US-Interstate 10, Ausfahrt 318, mit den Little Dragoon Mountains nahe der Ortschaft Dragoon. Jenseits des Texas Canyons, benannt nach einem Siedler aus Texas, folgen die eigentlichen Dragoon Mountains, verlaufen zunächst nach Süden und schließlich nach Südosten über insgesamt 69 km Länge, bei einer maximalen Breite von 56 km und einer Gesamtfläche von 2390 km². Sie enden nordöstlich der Stadt Tombstone. Die höchste Erhebung ist der Mount Glenn mit 2290 m. Die gesamte Region gehört zum Coronado National Forest und ist ein beliebtes Wander- und Campinggebiet.
Die Bergkette zählt zu den sogenannten Sky Islands im Arizona, die sich unvermittelt aus der sie umgebenden, überwiegend mit Sagebrush bewachsenen Ebene erheben. Sie ist durch schroffe, granitene Felsen, tiefe Spalten und Abgründe gekennzeichnet.

## Geschichte
Bekannt wurden die Dragoon Mountains durch den Apachenführer Cochise. Dieser hatte sich in den felsigen und unwegsamen Bergen einen verborgenen Schlupfwinkel ausgesucht, von dem sich das Gelände nach Osten bis hin zum strategisch wichtigen Apache Pass von Spähern überblicken ließ. Bizarre Felsformationen verdeckten den einzigen Zugang zu einem rund 10 km langen Canyon von immerhin 16 Hektar Fläche, in dem es Wasser und Gras gab. Hier fanden Cochise und seine etwa 250 Chiricahua-Krieger nebst Familien nach ihren Raubzügen eine sichere Zuflucht.
US-Kavalleristen unter General George Crook durchkämmten 1871 die Dragoon Mountains auf der Suche nach Cochise, doch dessen Krieger konnten sie mit Guerillataktiken abwehren und ihnen im unwegsamen Gelände immer wieder entkommen. 1872 wurde General Oliver Otis Howard durch Vermittlung Tom Jeffords, einem weißen Freund Cochises, und mit Einwilligung der Indianer zu Friedensgesprächen in das Versteck gebracht. Es gelang ihm, mit den Chiricahua-Apachen Frieden zu schließen. Cochise starb im Juni 1874 und wurde an einem unbekannten Ort in einer Felsspalte inmitten der Dragoon Mountains begraben. Im Jahr 1881 wurde das südöstlichste Gebiet Arizonas, das Cochise County, nach ihm benannt. Es ist eins von wenigen unter den über 3.000 Countys der Vereinigten Staaten, das nach einem einzelnen Indianer benannt wurde.
Das Felsenversteck der Chiricahua wird heute Cochise Stronghold (Cochise Festung) genannt und liegt an der Ostseite der Dragoon Mountains auf rund 1525 m Höhe westlich der Ortschaft Sunsites.